# Kilómetro 31
Kilómetro 31 (también conocida como KM 31: Kilómetro 31 o simplemente como KM 31) es una película mexicana-española de terror sobrenatural y misterio de 2007 escrita y dirigida por Rigoberto Castañeda en su debut como director, y producida por Lemon Films y Filmax. Fue producida por Billy Rovzar, Fernando Rovzar y Julio Fernández, y protagonizada por los actores Iliana Fox, Adrià Collado y Raúl Méndez, además de contar con las actuaciones de Luisa Huertas, Carlos Aragón, Fernando Becerril y Mikel Mateos. La película, inspirada en la leyenda de La Llorona y en relatos sobre fantasmas en carreteras, narra la historia de una chica (Fox) que investiga el misterio detrás del accidente automovilístico que llevó al coma a su hermana gemela con ayuda de su mejor amigo proveniente de España (Collado), el novio de su hermana (Méndez) y un detective y oficial de policía (Aragón). Dicho siniestro ocurrió sobre el kilómetro 31, una curva de carretera en la que se han registrado muchos accidentes vehiculares.
Kilómetro 31 fue lanzada en cines de México el 2 de febrero de 2007 por Videocine.
Para el 2013 se programó su secuela, Kilómetro 31-2.

## Trama
Mientras conducía a través de la altura del kilómetro 31 de una carretera solitaria, Ágata Hameran (Iliana Fox) golpea a un niño. Ella se baja de su coche para ayudar a la víctima y en ese momento otro coche la atropella, quedando en un coma profundo tras la intervención médica. Su hermana gemela, Catalina, siente el dolor de Ágata telepáticamente y oye susurros pidiendo ayuda. Junto con su novio, Nuño, y el novio de Ágata, vuelven a la altura del km. 31 de aquella carretera, y se enteran de que en ese lugar se han sucedido una serie de accidentes sobrenaturales causados por el fantasma de una madre (La Llorona) que perdió a su hijo muchos años atrás. Además, Catalina descubre que el espíritu de Ágata se encuentra atrapado entre el mundo de los vivos y los muertos.

## Reparto
- Iliana Fox ... Ágata / Catalina
- Adrià Collado ... Núño
- Raúl Méndez ... Omar
- Luisa Huertas ... Anciana
- Fernando Becerril ... Doctor
- Mikel Mateos ... Niño
- Carlos Aragón ... Ugalde
- Hanna Sirog ... Ágata (doble)
- Julán Álvarez ... Niño
- Anastasia Acosta
- Marcela Pezet ... La Llorona
- Claudette Maillé ... Mamá
- Giselle Audirac ... Enfermera
- Camilo San Vicente ... Juez 1
- Everardo Arzate ... Camillero
- Mónica Bejarano ... Recepcionista
- María Inés Pintado ... Recepcionista #2

## Producción
Fue financiada por el Instituto Mexicano de Cinematografía (IMCINE), a través del Fondo de Inversión y Estímulos al Cine (FIDECINE), su fideicomiso para filmes comerciales. Fue producida por las compañías mexicanas Lemon Films, Santo Domingo Films, Salamandra Films y Lazo Films en colaboración con las productoras españolas Filmax Entertainment y Castelao Productions. Su distribución corrió a cargo de la compañía mexicana Videocine.
Su rodaje se llevó a cabo del 31 de enero al 23 de marzo de 2005, siendo un total de 41 días de rodaje de la primera unidad y 5 de una segunda. La película se filmó en más de 20 locaciones de la Ciudad de México, entre ellas el Parque nacional Desierto de los Leones y el drenaje profundo de la ciudad. Esta última al principio fue filmada en un túnel en construcción de más de 20 metros de profundidad; sin embargo, el túnel fue terminado poco tiempo después de concluir el rodaje, por lo que dicha locación ya no existe. La secuencia fue completada en locaciones ubicadas dentro del ex convento del Desierto de los Leones, así como por medio de una construcción en foro.

## Lanzamiento
La película terminada fue exhibida en el marco de la 4.ª edición del Festival Internacional de Cine de Morelia, el cual se celebró entre los días 14 y 22 de octubre de 2006. En dicho evento, el filme tuvo que ser fue proyectado una segunda vez, esta vez en función de medianoche, debido a la gran afluencia de asistentes durante su presentación.
Al principio, se tenía contemplado estrenar la cinta en noviembre de 2006, con motivo de la celebración del Día de Muertos de ese año, sin embargo, debido al incumplimiento de la distribuidora, la fecha de estreno se aplazó para el 2 de febrero de 2007, coincidiendo con el Día de la Candelaria, y para ese entonces siendo distribuida por Videocine.

## Recepción
La IMDb le da un rango de 5.3/10 a este film, calificación basada en 2,100 votos, por otra parte, FilmAffinity la califica con un 4.2/10 basada en 1,416 votos. En su semana de estreno, KM31 logró recaudar $16'697,288 MXN en 228 salas de cine en México.

## Secuela
KM 31-2: Sin Retorno se estrenó el 28 de octubre de 2016, contando nuevamente con las actuaciones de Carlos Aragón e Iliana Fox y siendo escrita y dirigida nuevamente por Rigoberto Castañeda.

## Premios y nominaciones
- Premio Ariel[11]
- Premios El Tigre